# まちなかレンタサイクル (岐阜市)
まちなかレンタサイクルは、岐阜県岐阜市で行われている都市型レンタサイクル事業である。略称は「ぎふまちレンタ」。財団法人岐阜市にぎわいまち公社が管理運営を行っている。 
中心市街地を訪れる人々の利便性と回遊性を向上させるため、また市街地周辺部の観光地へのアクセスなどを目的に2005年（平成17年）10月1日より事業が行われている。岐阜市が進める「まちなか回遊路計画」の一環で、ネーミングはこれに由来する。なお、放置自転車として廃棄された自転車を再整備したものが使用されている。

## 概要
- 利用料金：100円／1日1回
- 連続して2日間の利用が可能。
- 会員カードによる利用。
初回は身分証明書の提示と会員カード受付申請書への記入が必要。
- 中学生以上のみ利用可能。但し、保護者が同伴する場合この限りではない。
- 一人乗り用電動アシスト自転車、幼児同乗者用電動アシスト自転車、子供用自転車を用意しているレンタサイクルポートもある。子供用自転車は、原則、小学生の利用となっており、保護者の同伴が必要である。
- 管理運営 
  - 財団法人岐阜市にぎわいまち公社
  - 岐阜市まちづくり推進部まちづくり景観室

## レンタサイクルポート
レンタルした自転車はどのレンタサイクルポートに返却しても良い。ただし電動アシスト自転車は借りたポートに返却しなければならない。
岐阜市の散策案内図が各ポートで配布されている。

### JR岐阜駅南口
- 台数：43台（内、子ども用2台、1人乗り用電動アシスト3台、幼児同乗者用電動アシスト1台）
- 休業日：12月29日から翌年1月3日までの間
- 受付時間：9:00～19:00（12～2月の期間は18:00まで）
- 受付：JR岐阜駅南口駐車場横（レンタサイクルポート内）

### 岐阜市役所南庁舎
- 台数：15台（内、1人乗り用電動アシスト1台、幼児同乗者用電動アシスト1台）
- 休業日：土、日曜日、祝日（市役所休庁日）、及び12月29日から翌年1月3日までの間
- 受付時間：9:00～17:00
- 受付：岐阜市役所南庁舎 財団法人岐阜市にぎわいまち公社

### 岐阜公園
- 台数：24台（内、子ども用3台、1人乗り用電動アシスト1台、幼児同乗者用電動アシスト1台）
- 休業日：12月29日から翌年1月3日までの間
- 受付時間：9:00～17:00（12月～2月の期間は17:00まで）
- 受付：岐阜公園総合案内所

### 鵜飼観覧船のりば
- 台数：3台
- 休業日：12月29日から翌年1月3日までの間
- 受付時間：9:00～17:00
- 受付：鵜飼観覧船事務所

### 長良川うかいミュージアム
- 台数：20台（内、子ども用3台、1人乗り用電動アシスト1台、幼児同乗者用電動アシスト1台）
- 休業日：12月29日から翌年1月3日までの間、及び10月16日から翌年4月30日までの間は毎週火曜日
- 受付時間：9:00～17:00（5月1日～10月15日の期間は18:00まで）
- 受付：長良川うかいミュージアム本館

### ぎふメディアコスモス
- 台数：5台
- 休業日：12月29日から翌年1月3日までの間、及び各月の最後の火曜日
- 受付時間：9:00～18:00（12月～2月の期間は17:00まで）
- 受付：ぎふメディアコスモス警備室

### その他
長良川温泉旅館協同組合が宿泊者などの利用者に対し貸し出すレンタサイクル（50台）もこの事業の一環である。ただし同共同組合が自主運営するものである。

## 沿革
- 2003年（平成15年）10月20日～11月3日 - レンタサイクル社会実験を行う。
- 2005年（平成17年）10月1日 - レンタサイクル事業を開始。
- 2007年（平成19年）4月1日 - 鵜飼観覧船のりばにポートを新設。
- 2015年（平成27年）7月18日 - ぎふメディアコスモスの開館に合わせ、臨時レンタサイクルポートを新設。